# Philibert de l’Orme

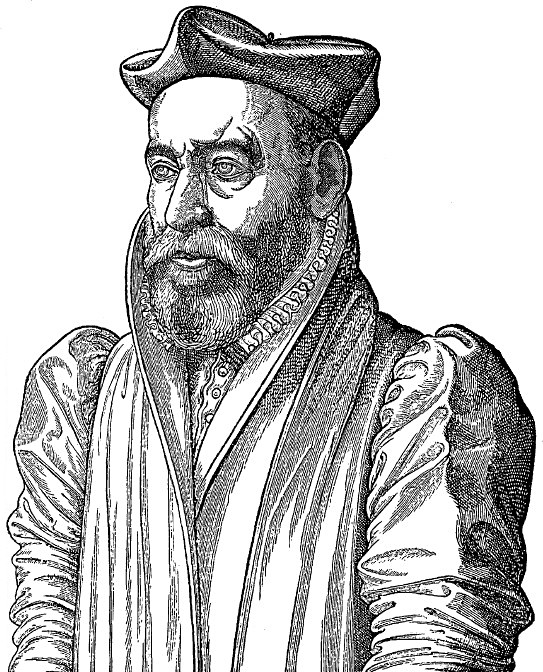
Stich eines unbekannten Künstlers mit dem Porträt Philibert Delormes, ca. 1626

Philibert de l’Orme, auch  Philibert Delorme genannt (* um 1510 in Lyon; † 8. Januar 1570 in Paris), war ein französischer Architekt der Renaissance und Fachautor für Steinmetz- und Gewölbetechniken.

## Leben
Delorme war der Sohn des Baumeisters Jehan de Lorme, wuchs in Lyon auf und erlernte das Bauhandwerk. Spätestens 1533 reiste er nach Italien, wo er für Papst Paul III. tätig war und sich mit den antiken Monumenten und den Bauten der Hochrenaissance vertraut machte. 1536 kehrte er nach Frankreich zurück und arbeitete zwischen 1541 und 1543 am Bau des Château de Saint-Maur für den Kardinal du Bellay, den er in Rom kennengelernt hatte. Nach dem Tod von Franz I., 1547, ernennt ihn Heinrich II. zum Aufseher über alle königlichen Bauten mit Ausnahme des Louvre. In den Folgejahren überwachte er den Bau von Fontainebleau, Saint-Germain (ab 1550), Château de Madrid, St. Leger und anderer Projekte des französischen Königshauses. Als sein Meisterwerk gilt das Chateau d’Anet, das Heinrich II. für seine Mätresse Diane de Poitiers zwischen 1544 und 1555 erbauen ließ. Er schuf auch das Grabmal für Franz I. in der Abteikirche von Saint-Denis.
Nach dem Tod Heinrichs II., 1559, ersetzte ihn Francesco Primaticcio als Generalbauinspektor. Während der nun folgenden fast fünfjährigen Ungnade schrieb er seine Bücher Nouvelles Inventions pour bien bastir et à petits Fraiz (1561, das erste Buch über die Technik von Steinmetzarbeiten und insbesondere die Theorie der Stereotomie, den Steinschnitt bei Gewölbekonstruktionen) und vor allem L' Architecture (1567). Doch schon 1563 beauftragte ihn Caterina de’ Medici mit einer Erweiterung des Schlosses von St. Maur und etwas später mit dem Bau des 1871 zerstörten Palais des Tuileries, an dem er bis zu seinem Tod im Jahr 1570 arbeitete.
Delormes Werk hatte Auswirkungen bis in die Neuzeit, wie z. B. auf das Straßenbahndepot in Frankfurt-Bockenheim.

## Nachweise
1. ↑  Philippe Potié Philibert de l'Orme  1998
2. ↑  Jean-Marie Perouse de Montclos Philibert De l'Orme, architecte du roi 1514-1570 (2000)
3. ↑  Pierre Mardaga Architecture de Philibert de l'Orme: Oeuvre entière contenant onze livres (1995)
4. ↑  Archives Royales de Chenonceau. Lettres et Devis de P. de l'Orme 2010
5. ↑  Philibert de l'Orme. Traduit de l'anglais par Jean LE REGRATTIER. Traduction revue par l'auteur.
6. ↑  Giuseppe Fallacara Concetta Cavallini Le nouvelles inventions di Philibert de l'Orme  2009

## Werk

### Bauten
- 1536: Hôtel Antoine Bullioud, Lyon (erstes bekanntes Bauwerk)
- 1540: Schloss Saint-Maur-des-Fossés bei Charenton für Kardinal Jean du Bellay
- 1547/52: Schloss Anet für Diane de Poitiers, Favoritin Heinrichs II.
- ???: Pläne für das Grabmal Franz I., Abtei Saint-Denis, im Auftrag des Königs
- ???: Kapelle des Parks von Villers-Cotterêts, im Auftrag des Königs
- 1539: „Château Neuf“ in Saint-Germain-en-Laye, im Auftrag des Königs Franz I.
- 1556/59: Brücke über die Loire für Schloss Chenonceau für Diane de Poitiers
- 1564: Palais des Tuileries für die Königinmutter Katharina von Medici
- ???: Pläne für die Vollendung des Schlosses von Saint-Maur-des Fossés (siehe oben) für Katharina von Medici

Des Weiteren wird Philibert Delorme, bisher ohne eindeutige Belege, der Entwurf des Lettners der Pfarrkirche Saint-Étienne-du-Mont (Paris) zugeschrieben, deren Spindeltreppen und durchbrochenen Steingeländer eine bemerkenswerte Ähnlichkeit mit denen des Schlosses Anet aufweisen.

### Schriften
- Nouvelles inventions pour bien bastir et a petits fraiz, trouvées n'agueres par Philibert de L'orme, Lyonnois, Architecte, Conseiller & Aulmonier ordinaire du feu Roy Henry, & Abbé de St Èloy les Noyon frais, Paris 1561. doi:10.3931/e-rara-7. (Bilden später die Bücher 10 und 11 des nachstehend aufgeführten Werkes)
- Le premier tome de l'architecture de Philibert de l'Orme conseillier et aumosnier ordinaire du Roy, & abbé de S. Serge lez Angiers. Paris 1567 (doi:10.3931/e-rara-15161). Paris 1568 (Online auf Gallica).
  - Spätere Ausgaben:
  - Architecture de Philibert de l'Orme : oeuvre entiere contenant onze livres, augmentée de deux; & autres figures non encores veuës, tant pour desseins qu'ornemens de maison, avec une belle invention pour bien bastir, & à petits fraiz : tres-utile pour tous architectes, & maîstres iurez audit art, usans de la regle & compas. Paris 1626. doi:10.3931/e-rara-368.
  - Architecture de Philibert de l'Orme : oeuvre entière contenant unze livres, augmentée de deux; et autres figures non encores veues, tant pour desseins qu'ornemens de maison, avec une belle invention pour bien bastir, et à petits frais : très utile pour tous architectes, et maistres iurez audit art, usant de la regle et compas. Rouen 1648 doi:10.3931/e-rara-19158.

Reprints und moderne Editionen:
- Le 1er. tome de l'Architecture, 1567, in 9 Bücher unterteilt, nach der Ausgabe Rouen 1648 neu aufgelegt bei Mardaga, Brüssel 1981
- Œuvres, Gregg, Farnborough (Hampshire) 1964, neu aufgelegt nach der Ausgabe Rouen 1648